# Vincenzo Consolo

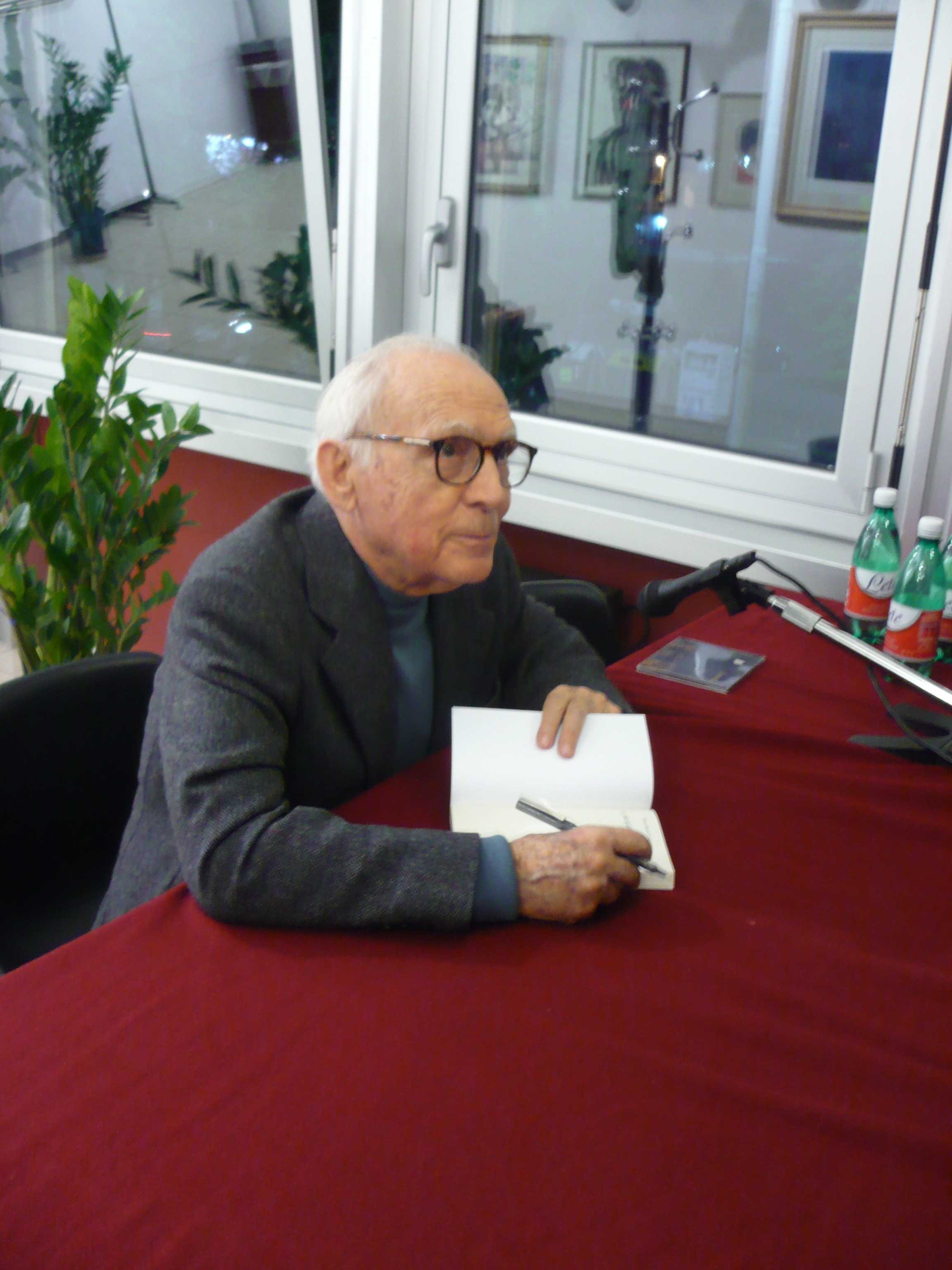
Vincenzo Consolo

Vincenzo Consolo, född 18 februari 1933 i Sant'Agata di Militello, Sicilien, död 21 januari 2012 i Milano, var en italiensk författare.
Consolo växte upp på Sicilien men flyttade på 1960-talet till Milano där han arbetade som journalist.
Hans litterära debut kom 1963 med romanen La ferita dell'Aprile.